# Memecda
Der Memecda, auch Memceda, Menecda, war ein arabisches Volumenmaß in Mokka und fand bei Getreide und Flüssigkeiten Anwendung. Das Maß konnte in anderen Regionen bis zum Doppelten des hier genannten Volumens umfassen.
- 1 Memecda = 72 Pariser Kubikzoll = 1 2/5 Liter
- 40 Memecda =  1 Teman/Toman/Tomand

In Mokka galt:
- 1 Menecda = 72 Pariser Kubikzoll[2] = 1,43 Liter
- 10 Menecdas = 1 Teman